# Svarta Led
Svarta Led är en idrottsanläggning i Sölvesborg, Blekinge. Anläggningen har en A-lagsplan med löparbanor, tre 11- mannaplaner varav en konstgräs, en 7-mannaplan och en 5-mannaplan samt tennisbanor. Svarta Led ägs av Sölvesborgs kommun men sköts av Sölvesborgs GoIF.

## Utveckling av området
För tillfället angränsar Svarta ledsområdet till tre andra kommunala idrottsanläggningar: en löparslinga vid namn Bokelundsslingan, en ishall vid namn Sölveshov och Sölvesborgs idrottshall. Planer på att slå ihop dessa tre anläggningar till en enda stor idrottsanläggning har lyfts av kommunen och man har sökt bidrag för att bygga ett utegym i anknytning till de redan existerande faciliteterna. Det är ännu oklart exakt i vilken utsträckning ombyggnationerna kommer genomdrivas, men man har slagit fast att ingen ny simhall kommer byggas på området. Utegymmet räknas kosta runt 300'000kr och ytterligare renoveringar på minst två miljoner kronor budgeteras för under år 2018.

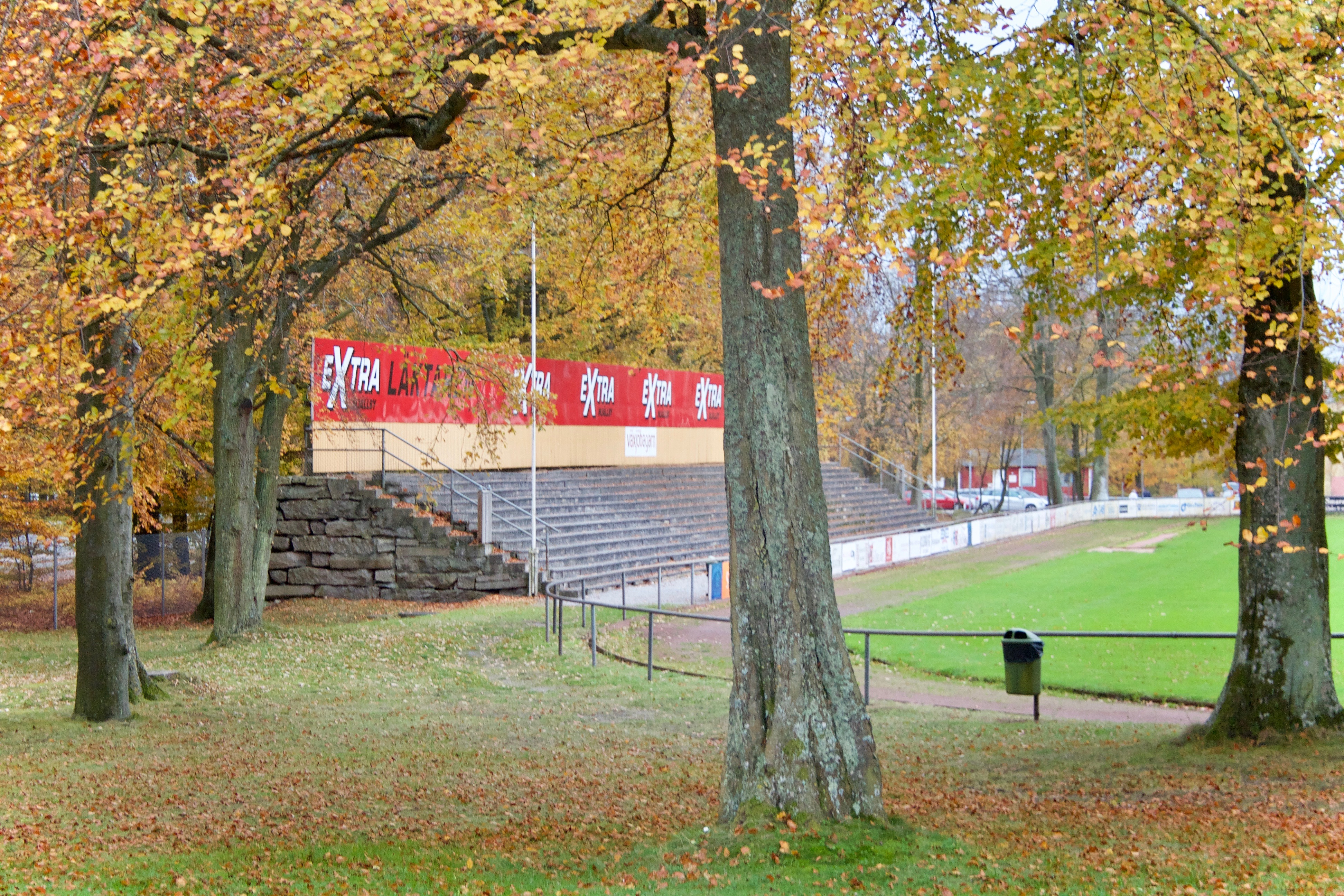
Gamla läktaren vid Svarta led

## Föreningar som tränar på Svarta Led
- Sölvesborgs GoIF
- Lörby IF
- Sölve BK
- Fotbollssossar